# Бресол (Тарн и Гарона)
Бресол (фр. Bressols) насеље је и општина у јужној Француској у региону Миди Пирене, у департману Тарн и Гарона која припада префектури Монтобан.
По подацима из 2011. године у општини је живело 3598 становника, а густина насељености је износила 176,46 становника/km². Општина се простире на површини од 20 km². Налази се на средњој надморској висини од 90 метара (максималној 111 m, а минималној 75 m).

## Демографија
| 1962. | 1968. | 1975. | 1982. | 1990. | 1999. | 2011. |
| ----- | ----- | ----- | ----- | ----- | ----- | ----- |
| 1.084 | 1.179 | 1.352 | 1.666 | 2.247 | 2.663 | 3.598 |

График промене броја становника у току последњих година

## Партнерски градови
- Лорија